# عمارة إسكتلندا في عصر ما قبل التاريخ

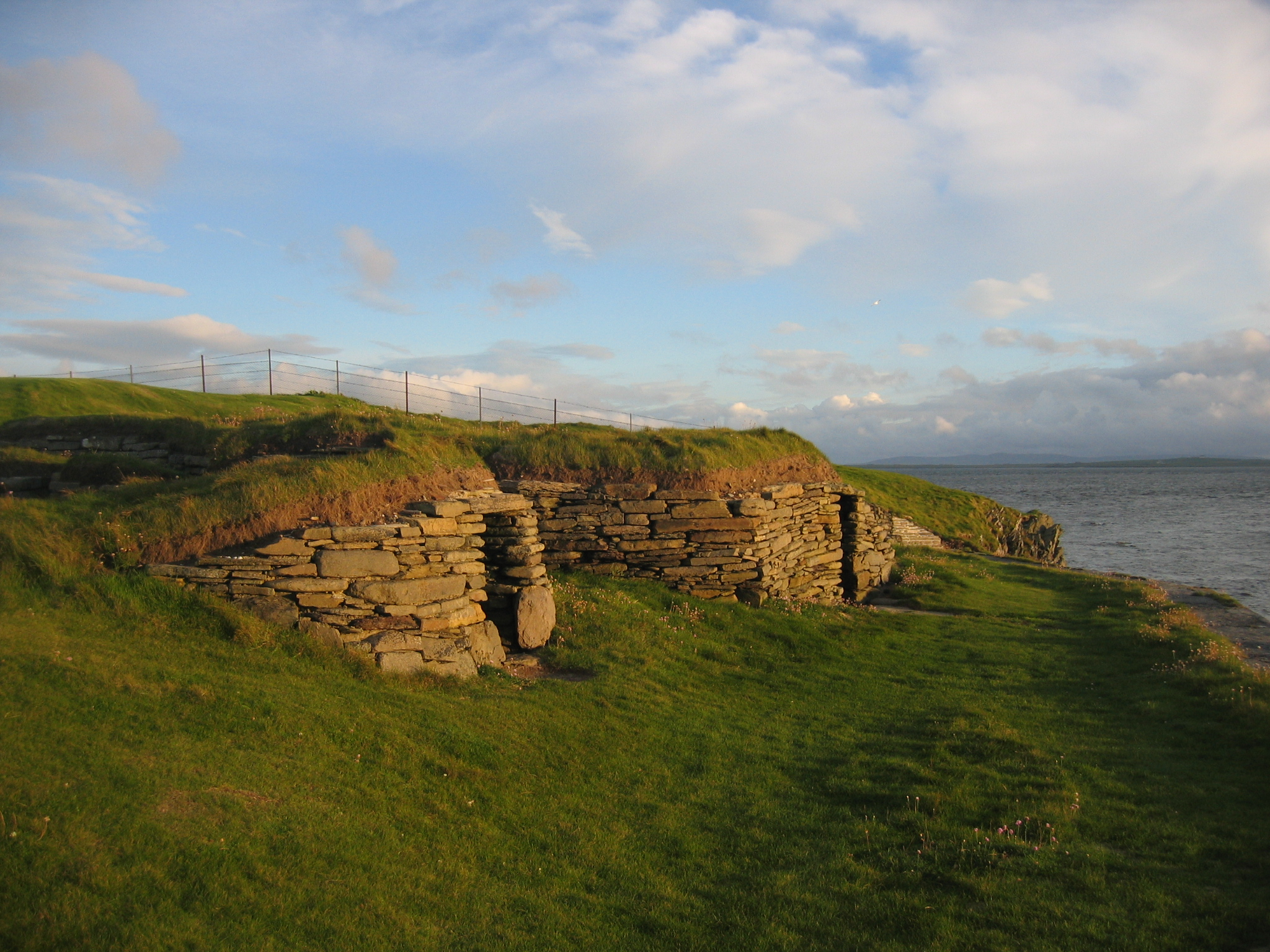

تشمل عمارة اسكتلندا في عصر ما قبل التاريخ جميع المباني البشرية داخل الحدود الحديثة لاسكتلندا، قبل وصول الرومان إلى بريطانيا في القرن الأول قبل الميلاد. بدأ السكان في العصر الحجري باستخدام الخشب في البناء في المنطقة التي تُعرف اليوم باسم اسكتلندا منذ نحو 6000 سنة مضت، مثل تلك التي في كناب أوف هاور وأوركني ومستوطنات مثل سكارا براي. هناك أيضًا أعداد كبيرة من غرف القبور والكيرن من هذا العصر، خاصة في الغرب والشمال. يوجد في الجنوب والشرق جثوات ترابية ترتبط غالبًا بنصب من الخشب لم يبق منها سوى آثار. تشمل الهياكل ذات الصلة تلال الروابي ونصب التعويذات والأحواش الجنائزية والقاعات الخشبية. أصبح عدد المباني الجديدة أقل منذ العصر البرونزي ولكن هناك دليل على سكن البحيرات والبيوت المستديرة المبنية على جزر اصطناعية ودليل على كيرن الكلافا وأول حصون التلال. وجد دليل منذ العصر الحديدي على بيوت مستديرة حجرية كبيرة من المحيط الأطلسي شملت على أبراج بروتش والكثبان الصغيرة. هناك دليل أيضًا على وجود نحو 1000 من قلاع التلال في اسكتلندا، يقع معظمها تحت خط كلايد فورث.

## العصر الحجري

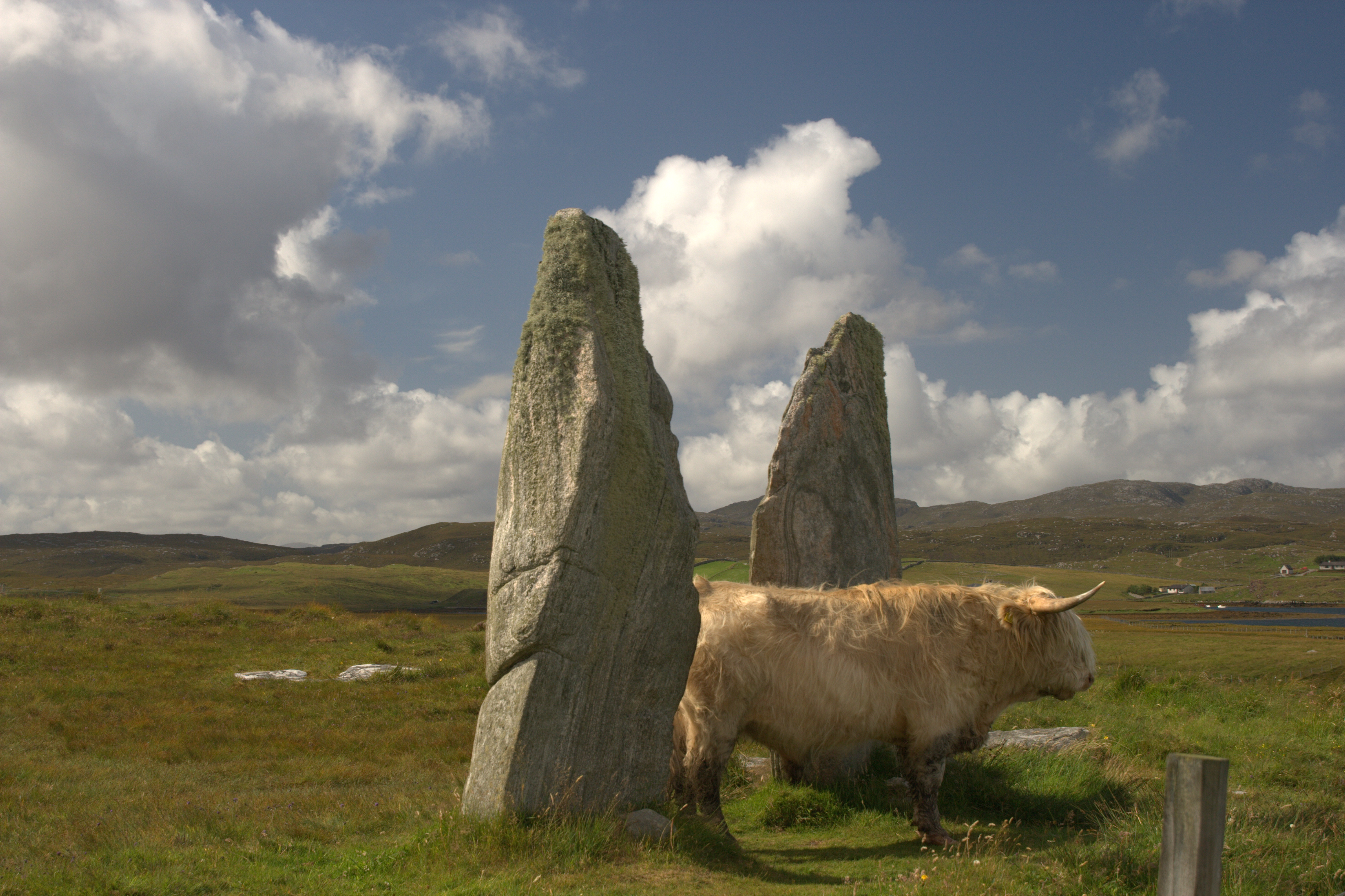
كالانيش الثاني تفاصيل الصخور

هناك دليل على أقدم منزل في بريطانيا، وهو عبارة عن هيكل بيضوي الشكل من الأعمدة الخشبية، وُجد في جنوب كوينسفيري بالقرب من خور فورث، ويرجع تاريخه إلى العصر الحجري المتوسط، أي إلى نحو 8240 قبل الميلاد. ربما تكون أقدم الهياكل الحجرية هي المداخن الثلاث التي عُثر عليها في جورا، يرجع تاريخها إلى نحو 6000 قبل الميلاد. بدأت مجموعات من المستوطنين في بناء منازل حجرية على ما يُعرف اليوم باسم التربة الاسكتلندية خلال العصر الحجري الحديث وذلك منذ نحو 6000 عام، ثم بنوا أول القرى بعد 500 عام تقريبًا. تُعتبر مواقع العصر الحجري الحديث ومواقع الدفن والطقوس شائعة بشكل خاص ومحفوظة بشكل جيد في الجزر الشمالية والغربية، إذ أدى نقص الأشجار إلى بناء معظم الهياكل من الحجر المحلي. يُعد المبنى الحجري المعروف باسم كناب أوف هاور في بابا وستراي، أوركني، واحدًا من أقدم المنازل الباقية في شمال غرب أوروبا، حيث تُستخدم الأنقاض المجمعة محليًا في البناء بالحجر الجاف، ومن المحتمل أنه شُغل لمدة 900 عام بين 3700 و2800 قبل الميلاد. يعود تاريخ سكار براي على البر الرئيسي لأوركني أيضًا إلى هذا العصر، وشُغلت منذ نحو 3100 وحتى 2500 قبل الميلاد وهي القرية الأكثر اكتمالًا من العصر الحجري الحديث في أوروبا.
يوجد أيضًا عدد كبير من غرف القبور الحجرية والكيرن (أكوام حجرية) من هذه الفترة. جرى تحديد العديد من الأنواع المختلفة، ولكن يمكن تجميعها تقريبًا في المقابر ذات الممرات وقبور الرواق والتوابيت الحجرية التي هي عبارة عن قبور شبيهة بصندوق بسيط نسبيًا، وعادة ما تتكون من الصفائح الحجرية التي تُغطى بحجر أو لوح كبير. المايس هاو بالقرب من ستينس في البر الرئيسي لأوركني (يعود تاريخها إلى 3400- 3200 قبل الميلاد) ومونامور، في جزيرة أران (يعود تاريخها إلى نحو 3500 قبل الميلاد)، هي عبارة عن قبور ذات ممرات من هياكل الميغاليث، بُنيت باستخدام الحجارة الضخمة التي يزن العديد منها عدة أطنان. قبور الرواق هي مساحات شبيهة بالمعرض مستطيلة الشكل، ويقع المدخل في أحد الطرفين العرضيين لهذا المستطيل. كانت هذه القبور مكونة من صفوف من الألواح الحجرية وكانت تُسقف أحيانًا بالألواح أيضًا وغُطيت أرضيتها بالتراب. من بين الآثار الأكثر إثارة للإعجاب في تلك الفترة هي المجموعات الأولى من الأحجار المنتصبة في اسكتلندا مثل تلك الموجودة في ستينس في البر الرئيسي لأوركني، والتي يرجع تاريخها إلى نحو 3100 قبل الميلاد. تتكون من أربعة حجارة يبلغ ارتفاعها 16 قدمًا (5 أمتار).